# Are U Ready?
Are U Ready? – trzeci singel Pakito. Utwór pochodzi z płyty "Video". Słowa zostały wzięte z utworu Groove Coverage Are U Ready? z 2000 roku.

## Pozycje na listach
| Rok  | Piosenka       | Francja Dance Chart | Hiszpania Dance Chart | Holandia Top 40 | Belgia Ultratop 50 | Szwecja Dance Chart | Finlandia Dance Chart | Album |
| ---- | -------------- | ------------------- | --------------------- | --------------- | ------------------ | ------------------- | --------------------- | ----- |
| 2007 | "Are U Ready?" | 2                   | -                     | 14              | 41                 | -                   | 7                     | Video |